# Dolomedes saganus
Dolomedes saganus är en spindelart som beskrevs av Friedrich Wilhelm Bösenberg och Embrik Strand 1906. Dolomedes saganus ingår i släktet Dolomedes och familjen vårdnätsspindlar. Inga underarter finns listade i Catalogue of Life.

## Föda
Arten har observerats predera på Oryzias curvinotus och Pseudorasbora parva.